# She-Ra, la princesse du pouvoir
Les Maîtres de l'Univers (1983) Les Maîtres de l'Univers (2021)
She-Ra, la princesse du pouvoir, ou She-Ra, Princesse de la puissance au Québec, (She-Ra: Princess of Power) est une série télévisée d'animation américaine en 93 épisodes de 21 minutes, créée par Lou Scheimer et Joseph Michael Straczynski et diffusée entre le 9 septembre 1985 et le 2 décembre 1986 en syndication.
Elle accompagne et promeut la ligne de jouets La Princesse du Pouvoir, elle-même dérivée de la franchise Les Maîtres de l'univers de Mattel. Elle se déroule donc dans le même univers que la série d'animation du même titre que la franchise dont elle est le spin-off. Elle fait également suite au film d'animation Les Maîtres de l'univers : Le Secret de l'épée qui introduit son univers.
À l'époque, 59 épisodes ont été doublés en français. En France, la série a été diffusée à partir du 24 janvier 1986 sur Antenne 2 dans l'émission Récré A2, en Belgique sur RTL dans l'émission Chocolat Show et au Québec à partir du 23 juin 1986 sur Super Écran.
À la suite de la série, le personnage de She-Ra est devenue culte et est considérée par beaucoup comme un modèle positif pour les jeunes filles et les femmes,,. 

## Synopsis
Alors que la lutte entre le bien et le mal continue sur Eternia, la planète voisine Etheria vit sous l'oppression de la Horde, un empire galactique conquérant. 
Sur cette planète vit la princesse Adora, la sœur jumelle du Prince Adam. Enlevée peu après sa naissance par le leader de la Horde, le monstrueux Hordak, elle fut élevée par ce dernier avant de devenir capitaine des forces de la Horde jusqu'au jour où, grâce à son frère, elle reçoit une épée la transformant en la guerrière She-Ra quand elle récite la formule magique « Par l'honneur du Crâne ancestral ! ».
Elle est maintenant à la tête de la Grande Rébellion pour détruire la Horde. Ses compagnons Fougor, Serenia, Madame Razz et Grand Espoir sont les seuls à connaitre  son secret.

## Commentaires
- Cette série fait suite au film Les Maîtres de l'univers : Le Secret de l'épée sorti en mars 1985 au cinéma aux États-Unis.

- Les origines de She-Ra ont été dévoilées dans ce film : Bébé, Adora fut enlevée à ses parents par Hordak et son élève Skeletor. Le Maître d'armes parvint à arrêter Skeletor qui lui avoua la fuite de Hordak vers un autre monde. Skeletor, considéré comme un traître, est resté sur Eternia pour ensuite combattre Musclor et pendant ce temps, Adora devenait le bras droit de Hordack, grâce à un lavage de cerveau et la magie de Ténébra.

## Personnages
Filmation était chargé de donner une histoire et une personnalité attachante aux figurines de Mattel : la tâche fut accomplie et même plus. Tout comme pour la série Les Maîtres de l'Univers, les scénaristes ont rapidement dépassé ce cadre en développant des personnages et des concepts inédits. Les personnages de la série She-Ra proviennent à la fois de la gamme de jouets éponyme et de la gamme  Maîtres de l'univers : c'est ainsi que des héroïnes délicates côtoient d'affreuses créatures bestiales.

## Épisodes
La série compte deux saisons respectivement de 65 et 28 épisodes. Les cinq premiers épisodes ont été compilés en film Le Secret de l'épée et expliquent les retrouvailles du Prince Adam et sa sœur Adora. Ils doivent donc être vu en priorité. Ensuite, il n'y a pas d'évolution importante de l'histoire ni d'épisode conclusif : les épisodes peuvent être vus dans n'importe quel ordre.

## Musiques
- Le thème original et les musiques de la série animée ont été composés par Shuki Levy et Haim Saban dont la touche est reconnaissable dans la plupart des séries animées des années 1980. Certains thèmes sont identiques à ceux de la série Les Maîtres de l'Univers.
- Le générique de fin est la chanson I Have The Power interprétée par Noam Kaniel et Erika Scheimer. J'ai le pouvoir, la version française, est interprétée par Bernard Minet et Caline[4].

## Doublage
En 1985, la série a été doublée en Français par le Studio SOFI et bénéficie globalement d'un casting composé de grands noms du doublage. 
- Martine Sarcey : She-Ra
- Bernard Tiphaine : Flèche d'Or
- Georges Atlas : Hordak
- Joëlle Fossier : Catra, Scintilla
- Philippe Dumat : Sérénia, Dynamuk
- Françoise Pavy : Sorciella
- Françoise Fleury : Mme Razz, La Reine Angella, Scorpia, Frosta
- Michèle Bardollet : Ténébra, Mermista
- Mario Santini : Éclair / Fougor, le Pirate des Mers, divers Méchants
- Jacques Marin : Broom, Mantenna
- Luq Hamet : Loo-Kee, Imp
- Pierre Trabaud : Grand espoir, Grizzlor, Sérenia (voix de remplacement)
- Gérard Hernandez : Modulok, Sérenia (voix de remplacement)
- Philippe Ogouz : Musclor
- Jacques Ferrière : Sansor, Skeletor, Sérenia... (voix de remplacement)
- Francis Lax : Sérenia, Flèche d'Or (voix de remplacement)
- Albert Augier : Skeletor (épisode 37)

À la suite de la sortie de la série en DVD en 2003, l'éditeur Déclic Image a fait doubler les épisodes jusque-là inédits dans les pays francophones. Comme pour Masters of the Universe, Philippe Ogouz a repris son rôle de Musclor, vingt ans plus tard.
- Philippe Ogouz : Musclor / le Prince Adam

 Source et légende : version française (VF) sur RS Doublage

## DVD
- France :

L'intégralité des épisodes est sortie dans quatre coffrets de 6 DVD chacun soit un total de 24 DVD contenant les 93 épisodes de la série doublés en français chez Manga Distribution :
- Partie 1, sorti le 1er janvier 2004 ;
- Partie 2, sorti le 29 octobre 2004 ;
- Partie 3, sorti le 9 février 2005 ;
- Partie 4, sorti le 7 juin 2005.